# Kabinett Menabrea II
Das Kabinett Menabrea II regierte das Königreich Italien vom 5. Januar 1868 bis zum 13. Mai 1869. Es folgte dem Kabinett Menabrea I. Erneut war Luigi Federico Menabrea von König Viktor Emanuel II. als Ministerpräsident mit der Bildung einer Regierung beauftragt worden.
Das Kabinett Menabrea II war das elfte Kabinett des Königreiches. Es war 1 Jahr, 4 Monate und 8 Tage im Amt und damit die längstdienende Regierung der X. Legislaturperiode. Gestützt wurde es von der sogenannten „Historischen Rechten“ (italienisch Destra storica). Es endete mit einer umfangreichen Kabinettsumbildung im Mai 1869, aus der das Kabinett Menabrea III hervorging. Mit der Umbildung wollte sich Menabrea eine breite Mehrheit für die anstehenden Parlamentsdebatten verschaffen, nachdem er bereits vorher mit der angegangenen Sanierung des Staatshaushaltes und der damit verbundenen Einführung einer Mehlsteuer, auf die die Bevölkerung mit Unruhen reagierte, auf zunehmenden Widerstand im Parlament gestoßen war.

## Minister

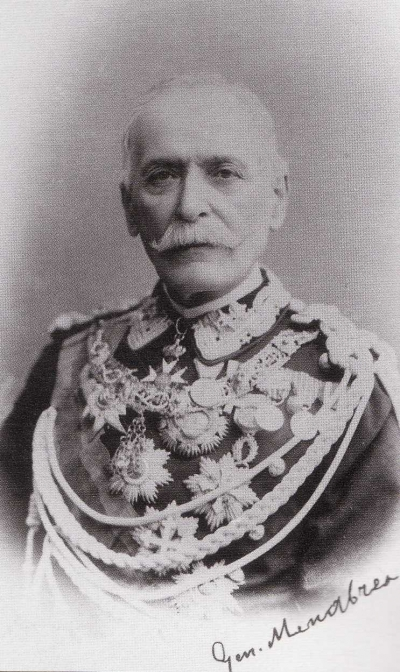
Luigi Federico Menabrea

| Ministerien                          | Name                                                                            |
| ------------------------------------ | ------------------------------------------------------------------------------- |
| Ministerpräsident                    | Luigi Federico Menabrea                                                         |
| Äußeres                              | Luigi Federico Menabrea                                                         |
| Inneres                              | Carlo Cadorna (bis 9. September 1868) Gerolamo Cantelli (ab 10. September 1868) |
| Justiz und Kirchenangelegenheiten    | Gennaro De Filippo                                                              |
| Krieg                                | Ettore Bertolè Viale                                                            |
| Marine                               | Augusto Riboty                                                                  |
| Finanzen                             | Luigi Guglielmo Cambray-Digny                                                   |
| Öffentliche Arbeiten                 | Gerolamo Cantelli (bis 22. Oktober 1868) Lodovico Pasini (ab 23. Oktober 1868)  |
| Bildung                              | Emilio Broglio                                                                  |
| Landwirtschaft, Industrie und Handel | Emilio Broglio (bis 22. Oktober 1868) Antonio Ciccone (ab 23. Oktober 1868)     |